# 东北停战协议
《东北停战协议》，全称《关于派遣执行小组前往东北调处停止冲突的协定》，是在1946年3月27日由当时军事调处小组的三方代表：国民党代表张治中、共产党代表周恩来和美国代表吉伦签字达成的协议。

## 背景
1945年10月10日，《政府與中共代表會談紀要》（簡稱雙十協定）簽定，但国民政府與中共的軍事衝突並未停止。美國總統杜魯門為避免戰爭擴大，派遣馬歇爾來華調停。馬歇爾於12月20日抵達中國，先後與蔣中正及周恩來等人商談。
1946年1月10日，国共代表张群和周恩来在《关于停止国内军事冲突的命令和声明》上签字，并将停战协议交由国民政府颁布，是为第一次停战令。同日，为了解决国共双方的军事冲突，国、共、美三方在北平成立了“军事调处执行部”，由“三人委员会”领导。其中，美国委员是马歇尔；国民政府委员起初是张群，后改为张治中/陈诚/徐永昌；中共委员是周恩来。军调部下设38个执行小组，任务是赴各地执行：
1. 停止冲突
2. 恢复交通
3. 受降日伪
4. 遣返日俘
5. 整编军队

根据「中蘇友好同盟條約」，國民政府有接收东北的法定地位，故停戰令的第五條乙項規定，政府軍開入東北九省或在東北九省境內的調動不受限制。另外，停戰令第二條规定，中國境內（除东北）的軍事調動一律停止。然而，中共认为其在东北亦有权接收，拒绝遵守此项规定，繼續从關內抽調部隊進入東北，在蘇軍撤退各处进行接收。
1946年1月16日，第一次停战令发布仅6日，经济部东北区接收委员张莘夫及其随员八人，在返程途中被东北民主联军杀害。1月底，苏联称在东北的日本资产属苏联“战利品”。2月1日，是「中蘇友好同盟條約」中规定的苏联撤军期限，但苏军仍未撤退。苏联随后拆迁中国东北的工矿设备，将机器作战利品搬运至苏联。加上此前的张莘夫遇害事件，自2月16日起，重庆、上海、北平、南京、杭州、贵阳等中国大中城市相继发生反苏示威大游行，要求“赤色帝国主义”（苏联）如约撤军。
1946年2月25日，张治中與周恩来在马歇尔的调停下，达成整编中共军队为中华民国国军的协定，即整军方案。该协定原定在两个星期内，由中共和国民政府向“三人委员会”提交各自的军队表册，作为整编过程的第一步，以贯彻军队国家化。但中共未提交表册，该协定迟迟未能执行。
1946年3月6日，民国政府照会苏联，撤军期限已过，苏军尚未完全撤退，要求苏联政府饬令“即行撤退”。3月10日，周恩来向马歇尔提交了中共对东北问题的立场声明，承认国民政府有权进入苏军撤退地区，唯需经过协商并安置中共的政治地位。3月10日夜，苏军开始撤出沈阳。3月11日，东北民主联军进攻国军堡垒，发动第四次四平战役。:491同日，“三人委员会”达成协议，将东北纳入工作范围。:4913月12日，东北局电告中共中央，苏军通知将于13日撤离沈阳，希望东北民主联军“迅速攻入沈阳”，而且“凡红军撤退处都可打”。3月14日，苏军完全撤出四平，共军即完成围城。:4933月中旬，东北局再表示，凡苏军撤离之地，包括沈阳和四平，“我可以放手大打，并希望我放手大打”。3月15日，东北民主联军占领四平。:493
3月27日，“三人委员会”再次达成协议，将派4个执行小组前往东北，进行调停工作。:501

## 协议
3月27日，双方达成协议，协议内容为：

军调处派遣一个执行小组到东北
1. 小组的任务，仅只限于做军事调处工作。
2. 小组只在中共军队和政府军队控制地区工作，不得进入苏军控制地区。
3. 小组应前往冲突地点，阻止双方军队冲突，并作出公平调处。

## 结果
只过了三天，4月1日，东北民主联军进攻长春西郊，河北八路军进攻顺义。:504同日，陈诚接任“三人委员会”的国方代表，对美方代表吉伦说：“中共与英美等国的政党不同，它是有国际背景的集团”；主张对中共必须严格执行整军方案，否则不可能谈出结果。:2004月8日，蒋介石致函美方代表转马歇尔：“对于国军接收苏军撤退地带一事，事关恢复我国主权，必须办到。今共军非法占领沿铁路线各据点，造成冲突，中共应负其责。”:204同日，在“三人委员会”会议上，陈诚指责“发生冲突之根本原因是中共阻止政府军接收主权，或攻击已接收之地区，故必须明确规定中共让政府军接收苏军撤退的地区。”:205美方代表吉伦提出折衷方案，主张由政府军接收沈阳至长春间沿路各城镇。:205周恩来全部反对，会谈不欢而散。:205陈诚后来去上海治病，不再出席会议。:205在徐永昌代替前，国民政府方面无人负责，“三人委员会”陷于停顿状态。:205
1946年4月14日，苏军撤离长春，东北民主联军随即发起攻城战役。1946年4月16日，上海《大公報》发表社評《可恥的長春之戰》。自长春取得后，共产党人又于4月下旬在苏军配合下顺利地占领了哈尔滨、齐齐哈尔等重要城市，致使东北北满之全部及南满之一部都已控制在手，而国民党只控制着南满从锦州到沈阳的一段铁路线及其附近的一些重要城镇。:297-298
1946年4月29日，马歇尔向周恩来转达蒋介石的意见，要求中共退出长春，再来谈判其他，否则必以武力解决，不打下长春不止。:300随即，周恩来就东北问题发表公开谈话，威胁国民党如在东北再打下去，将有可能“变成全国性的内战”。:300然而，尽管马歇尔仍旧不断向蒋进言，并力劝中共撤出长春，甚至不惜以撤出调处相威胁，但还是不能使国共双方真正坐到谈判桌前来，这时已经没有任何办法能使东北的战争停止下来了。:300